# Mycalesis sulensis
Mycalesis sulensis är en fjärilsart som beskrevs av Smith och Kirby 1892-1897. Mycalesis sulensis ingår i släktet Mycalesis och familjen praktfjärilar. Inga underarter finns listade i Catalogue of Life.